# شيريل لاد
شيريل لاد (بالإنجليزية: Cheryl Ladd)‏ مواليد 12 يوليو 1951 في هورون، داكوتا الجنوبية، الولايات المتحدة، هي ممثلة أمريكية بدأت مسيرتها الفنية عام 1970.

## الأعمال
- المسحورات
- لاس فيغاس
- سي إس آي: ميامي
- إن سي آي إس
- تشاك

## وصلات خارجية
- الموقع الإلكتروني
- شيريل لاد على موقع IMDb (الإنجليزية)
- شيريل لاد على موقع روتن توميتوز (الإنجليزية)
- شيريل لاد على موقع ألو سيني (الفرنسية)
- شيريل لاد على موقع ميوزك برينز (الإنجليزية)
- شيريل لاد على موقع أول موفي (الإنجليزية)
- شيريل لاد على موقع قاعدة بيانات برودواي على الإنترنت (الإنجليزية)
- شيريل لاد على موقع قاعدة بيانات الأفلام السويدية (السويدية)
- شيريل لاد على موقع إن إن دي بي (الإنجليزية)
- شيريل لاد على موقع أول ميوزيك (الإنجليزية)
- شيريل لاد على موقع ديسكوغز (الإنجليزية)